# العلاقات الوسط إفريقية الهايتية
العلاقات الوسط أفريقية الهايتية هي العلاقات الثنائية التي تجمع بين جمهورية أفريقيا الوسطى وهايتي.

## مقارنة بين البلدين
هذه مقارنة عامة ومرجعية للدولتين:
| وجه المقارنة                                              | جمهورية أفريقيا الوسطى      | هايتي                                |
| --------------------------------------------------------- | --------------------------- | ------------------------------------ |
| المساحة (كم2)                                             | 622.98 ألف                  | 27.75 ألف                            |
| عدد السكان (نسمة)                                         | 4.66 مليون                  | 10.98 مليون                          |
| الكثافة السكانية (ن./كم²)                                 | 7.48                        | 395.68                               |
| العاصمة                                                   | بانغي                       | بورت أو برانس                        |
| اللغة الرسمية                                             | لغة فرنسية، اللغة السانغوية | لغة فرنسية، اللغة الكريولية الهايتية |
| العملة                                                    | فرنك وسط أفريقي             | جوردة هايتية                         |
| الناتج المحلي الإجمالي (بليون دولار)                      | 1.95 مليار                  | 8.41 مليار                           |
| الناتج المحلي الإجمالي (تعادل القوة الشرائية) بليون دولار | 3.03 مليار                  | 18.82 مليار                          |
| الناتج المحلي الإجمالي الاسمي للفرد دولار أمريكي          | 323                         | 818                                  |
| الناتج المحلي الإجمالي للفرد دولار أمريكي                 | 594                         | 1.73 ألف                             |
| مؤشر التنمية البشرية                                      | 0.350                       | 0.483                                |
| رمز المكالمات الدولي                                      | +236                        | +509                                 |
| رمز الإنترنت                                              | .cf                         | .ht                                  |
| المنطقة الزمنية                                           | ت ع م+01:00                 | 00                                   |

## منظمات دولية مشتركة
يشترك البلدان في عضوية مجموعة من المنظمات الدولية، منها:
| علم المنظمة | اسم المنظمة                                 | تاريخ انضمام جمهورية أفريقيا الوسطى | تاريخ انضمام هايتي |
| ----------- | ------------------------------------------- | ----------------------------------- | ------------------ |
|             | مؤسسة التنمية الدولية                       | 27 أغسطس 1963                       | 13 يونيو 1961      |
|             | يونسكو                                      | 11 نوفمبر 1960                      | 18 نوفمبر 1946     |
|             | وكالة ضمان الاستثمار متعدد الأطراف          | 8 سبتمبر 2000                       | 11 ديسمبر 1996     |
|             | الأمم المتحدة                               | 20 سبتمبر 1960                      | 24 أكتوبر 1945     |
|             | مجموعة دول أفريقيا والكاريبي والمحيط الهادئ | ?                                   | ?                  |
|             | الاتحاد البريدي العالمي                     | ?                                   | ?                  |
|             | البنك الدولي للإنشاء والتعمير               | 10 يوليو 1963                       | 8 سبتمبر 1953      |
|             | الاتحاد الدولي للاتصالات                    | 2 ديسمبر 1960                       | 10 أكتوبر 1927     |
|             | منظمة حظر الأسلحة الكيميائية                | ?                                   | ?                  |
|             | مؤسسة التمويل الدولية                       | 1 أبريل 1991                        | 20 يوليو 1956      |
|             | المركز الدولي لتسوية المنازعات الاستشارية   | 14 أكتوبر 1966                      | 26 نوفمبر 2009     |
|             | منظمة التجارة العالمية                      | ?                                   | ?                  |
|             | منظمة الشرطة الجنائية الدولية               | ?                                   | ?                  |

## وصلات خارجية
- موقع وزارة الخارجية الهايتية